# Фенские болота

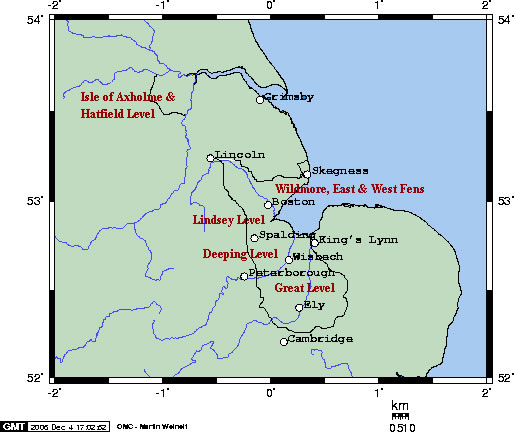
Карта региона

Фенские болота (англ. The Fens, Fenland) — географическая и историческая область в восточной части Англии, занимающая южную часть графства Линкольншир, северную часть Кембриджшира и западную часть Норфолка. Территория Фенленда, имеющая площадь порядка 4000 км² и частично расположенная в низменности, в прошлом была покрыта торфяными болотами. В настоящее время большая часть земель осушена и используется в сельском хозяйстве.
Слова Fen и Fenland, от которых произошло название региона, в английском языке означают «низинные заболоченные земли».

## География

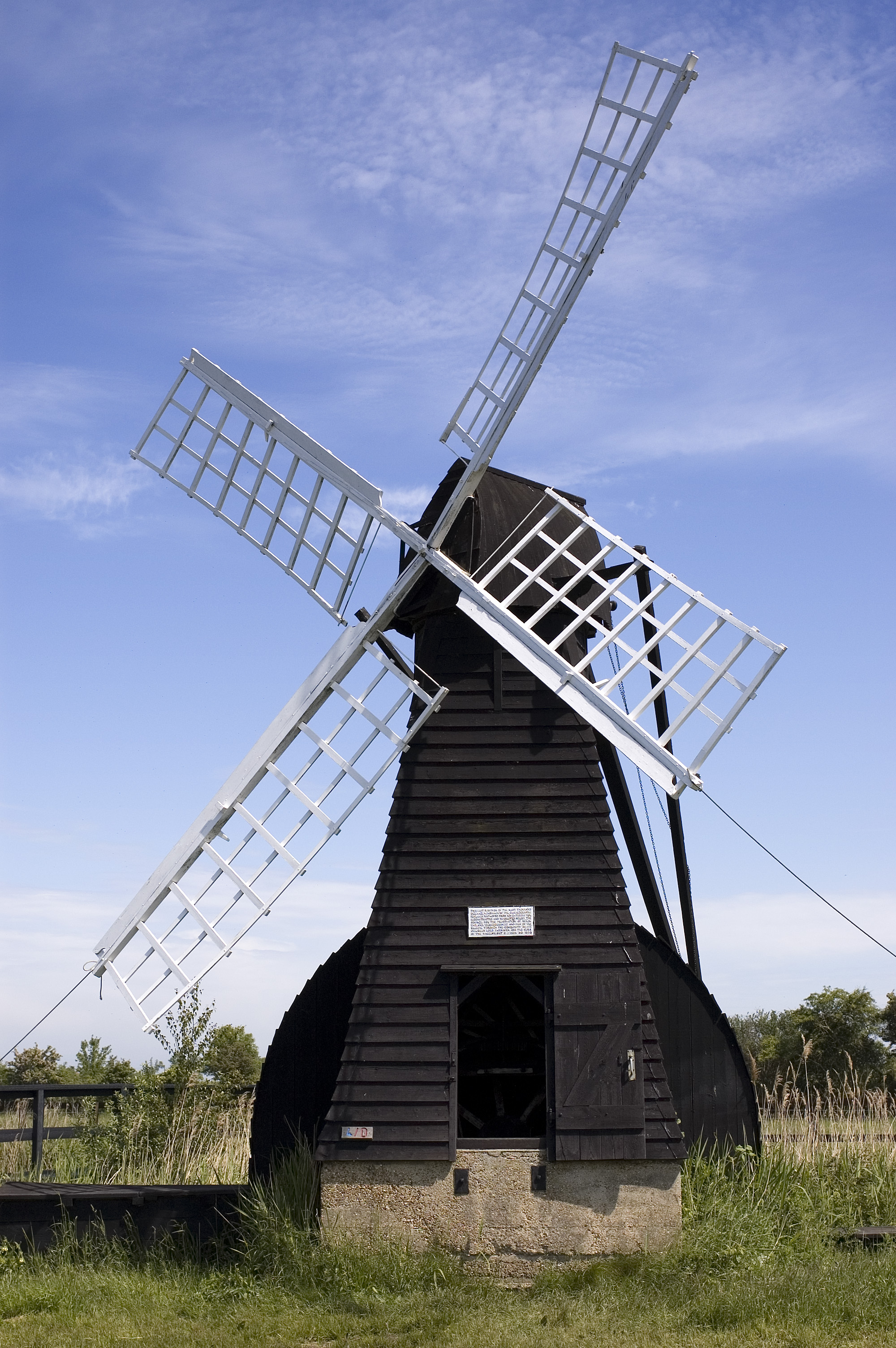
Сохранившаяся ветряная мельница с насосом, Уикен-Фен

Территория Фенских болот представляла собой заболоченную низинную равнину на границе Восточной Англии и Мидлендса, расположенную к югу и западу от бухты Уош, с других сторон окружённую холмами. Центральная часть области расположена в низменности, хотя там имеется некоторое количество невысоких холмов, которые, оставаясь, в отличие от окружающих заболоченных мест, сухими, назывались «островами» (в частности, «остров Или»). На территории Фенских болот находится самое низкое место в Англии — Хольм Фен (2,75 м над уровнем моря) недалеко от города Хольм.
По территории Фенленда протекают многочисленные каналы и реки, впадающие в бухту Уош (в том числе Грейт-Уз, Нин, Велланд и Уитем).
В Фенленде расположено два населённых пункта со статусом города (city) — Или в центральной части региона и Питерборо на его западной окраине. Другие крупные города региона — Бостон, Кингс-Линн, Марч, Спальдинг, Уиттлси и Уисбич.

## История

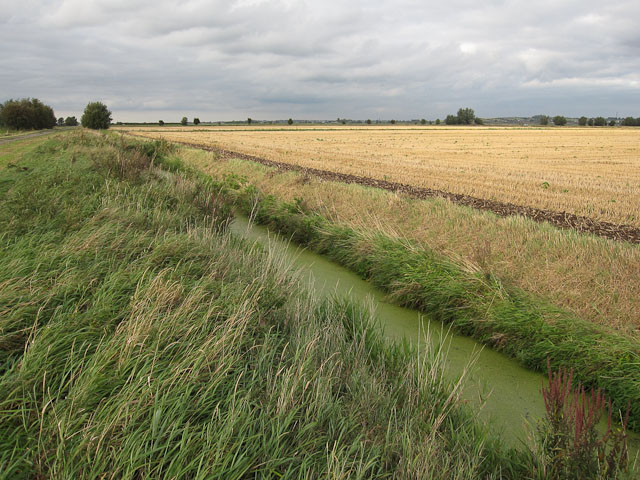
Канал и засеянное поле к западу от города Или

Регион заселён был с древнейших времён, а во времена римского завоевания Британии здесь велось активное сельское хозяйство. С уходом римлян из Британии и последующим наступлением англо-саксонской эпохи территория практически обезлюдела. В Средние века были предприняты небольшие по своим масштабам попытки заселить болотистые земли, и в середине XII века хронист аббатства Св. Петра в Питерборо Хью Кандид называл местные болота «весьма полезными для людей, которые находят на них себе пропитание и хворост для очагов, сено на корм скоту и крыши для хижин, а также множество иных полезных вещей, и, сверх того, дающими им птицу и рыбу». 
Лишь в середине XVII столетия, благодаря Фрэнсису Расселу, 4-му графу Бедфорду, который привёз в Англию голландского инженера Корнелиуса Вермюйдена, началось осушение заболоченных земель с целью их последующего сельскохозяйственного использования. Изначально для этой цели была устроена сеть каналов, предназначенных для слива избытка воды с полей. Во второй половине XVII века здесь появились первые насосы, приводимые в действие ветряными мельницами. Основой же хозяйства по-прежнему оставались рыболовство и охота на птиц. В 1810 году ветряные мельницы начали заменяться насосными станциями, работавшими от паровых двигателей, хотя некоторые из мельниц сохранились до XX века. Используемые в настоящее время насосы работают от дизельных двигателей.
Ныне территория Фенских болот является одним из самых плодородных сельскохозяйственных районов Англии: там выращиваются зерновые культуры, картофель, цветы, овощи и фрукты. В то же время на ней сохранилась небольшая часть бессточных водно-болотных угодий, в том числе Уикен-Фен, находящееся под охраной Национального фонда.
Английский монах-хронист XIV века Джеффри де Ранси из аббатства Бери-Сент-Эдмундс в Суффолке подробно описывает использование местными жителями ходулей для передвижения по болотам.